# Spoorlijn Bettrechies - Hon-Hergies
De Spoorlijn Bettrechies - Hon-Hergies, bijgenaamd de Ligne Dekeker, was een Franse spoorlijn van Bettrechies naar Hon-Hergies. De lijn was 6 km lang en heeft als lijnnummer.

## Geschiedenis
De lijn werd aangelegd door de Compagnie du chemin de fer de Bettrechies à Hon et Bavay en geopend op 5 augustus 1895. Tegelijk werd er een zijlijn aangelegd naar Bavay. De zijlijn werd gesloten in 1953, de lijn naar Hon-Hergeis in 1967. Daarna is de lijn opgebroken.

## Aansluitingen
In de volgende plaats was er een aansluiting op de volgende spoorlijn:
Bettrechies-Bellignies
RFN 251 000, spoorlijn tussen Escaudœuvres en Gussignies
1. ↑  (fr) V. Levive, et J-M Le Moing (juli 1999). Guide pour la valorisation du cadre de vie - Commune de Gussignies. Conseil d'Architecture, d'Urmanisme et de l'Environnement du Nord, "La Commune", pp. 12.